# 머리부터 들이밀기 기법
머리부터 들이밀기 기법(또는 역단계적 요청기법)은 사회 심리학에서 흔히 연구되는 설득 기법이다.설득자는 응답자가 거절할 가능성이 높은 큰 요청을 함으로써, 응답자가 순응하도록 설득하려고 하는데, 이는 마치 설득자의 얼굴에 문을 쾅 닫는 것과 같은 비유적인 표현이다. 응답자는 동일한 요청보다 두번째 더 합리적인 요청에 동의할 가능성이 높다. 머리부터 들이밀기 기법은 작은 요청으로 시작해서 점차 요구사항을 증가시키는 발부터 들이밀기 기법과 비교된다. 머리부터 들이밀기 기법과 발부터 들이밀기 기법 둘다 응답자가 두번째 요청에 응답할 확률을 높인다.
간단하게 비유를 하자면 친구가 당신에게 100만원을 빌린다. 그러나 당신은 거절한다. 그리곤 이제 친구는 10만원만 빌려달라고 한다. 당신은 '그정도면 뭐.. 빌려줘도 괜찮지'하고 그 요청을 수락한다. 그런데 사실 친구는 10만원만 필요했던것이었다. 친구는 머리부터 들이밀기 기법을 사용하여 성공적으로 10만원을 빌리려는 목표를 달성하였다.

## 같이 보기
- 미끼상술
- 프레이밍 효과 (심리학)